# Theretra japonica
Theretra japonica là một loài bướm đêm thuộc họ Sphingidae. Nó được tìm thấy ở Nhật Bản, Trung Quốc, Hàn Quốc và Nga.

## Sự miêu tả
Sải cánh dài 55–80 mm. 

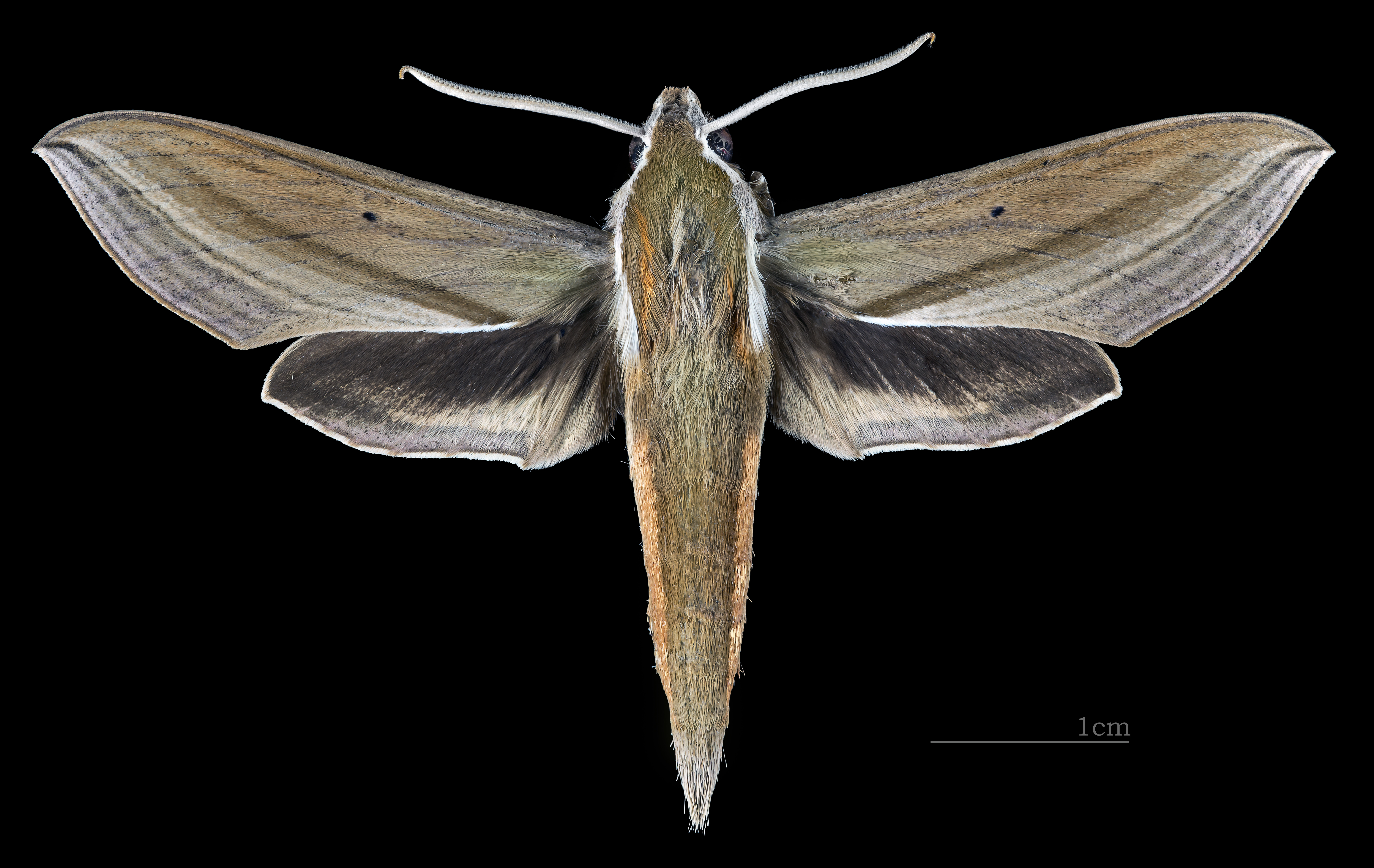
Theretra japonica ♂
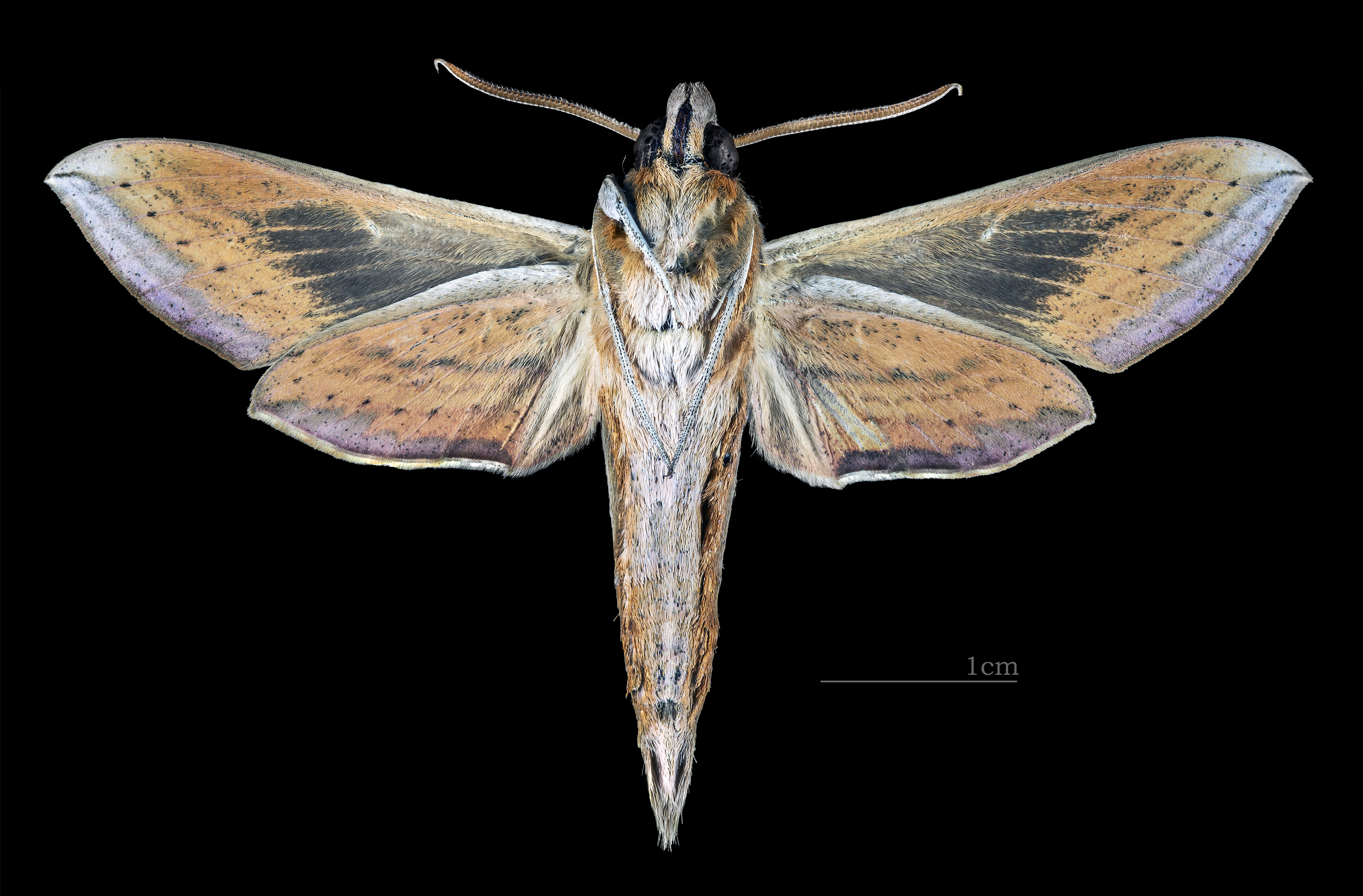
Theretra japonica ♂  △
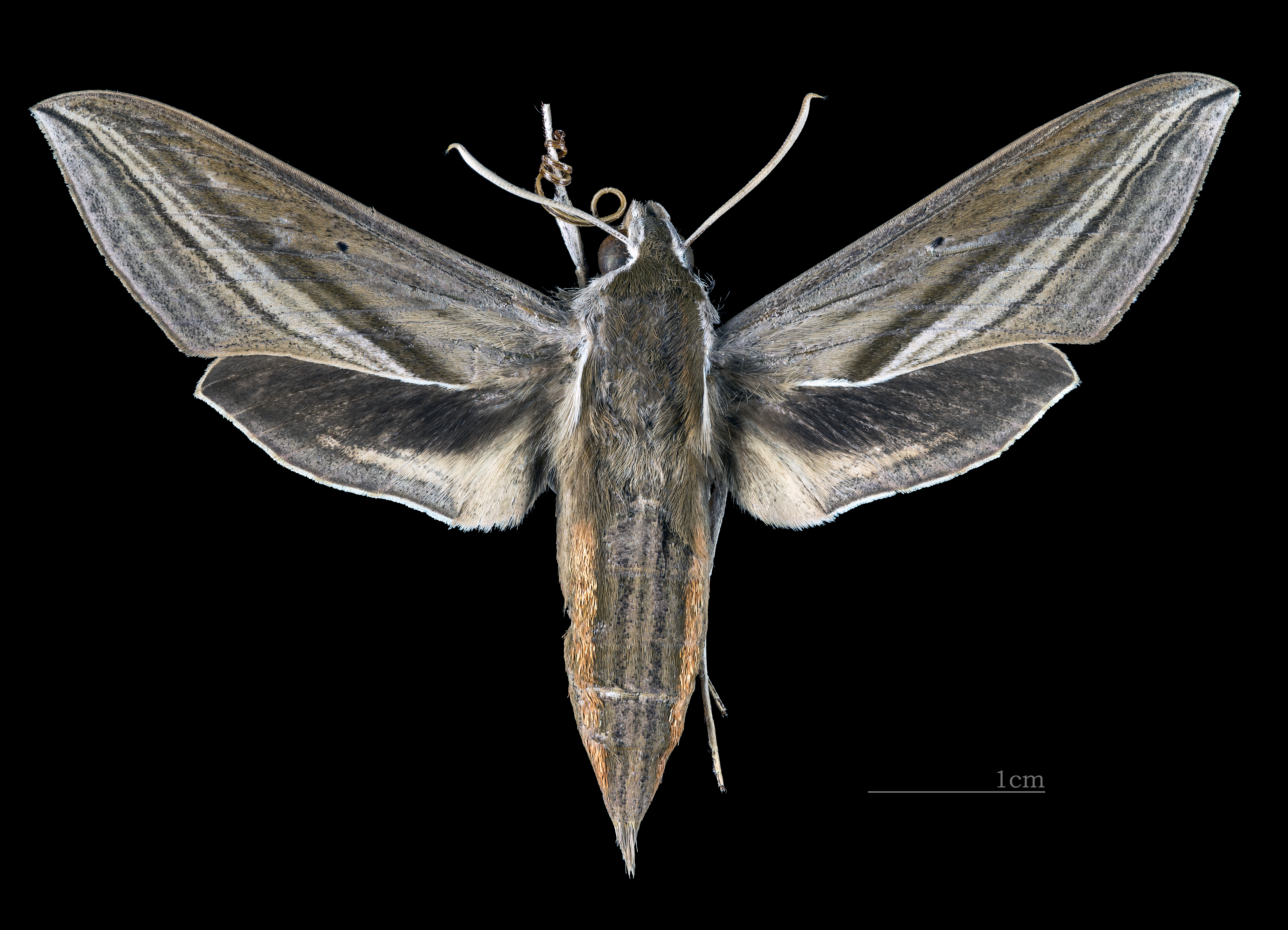
Theretra japonica  ♀
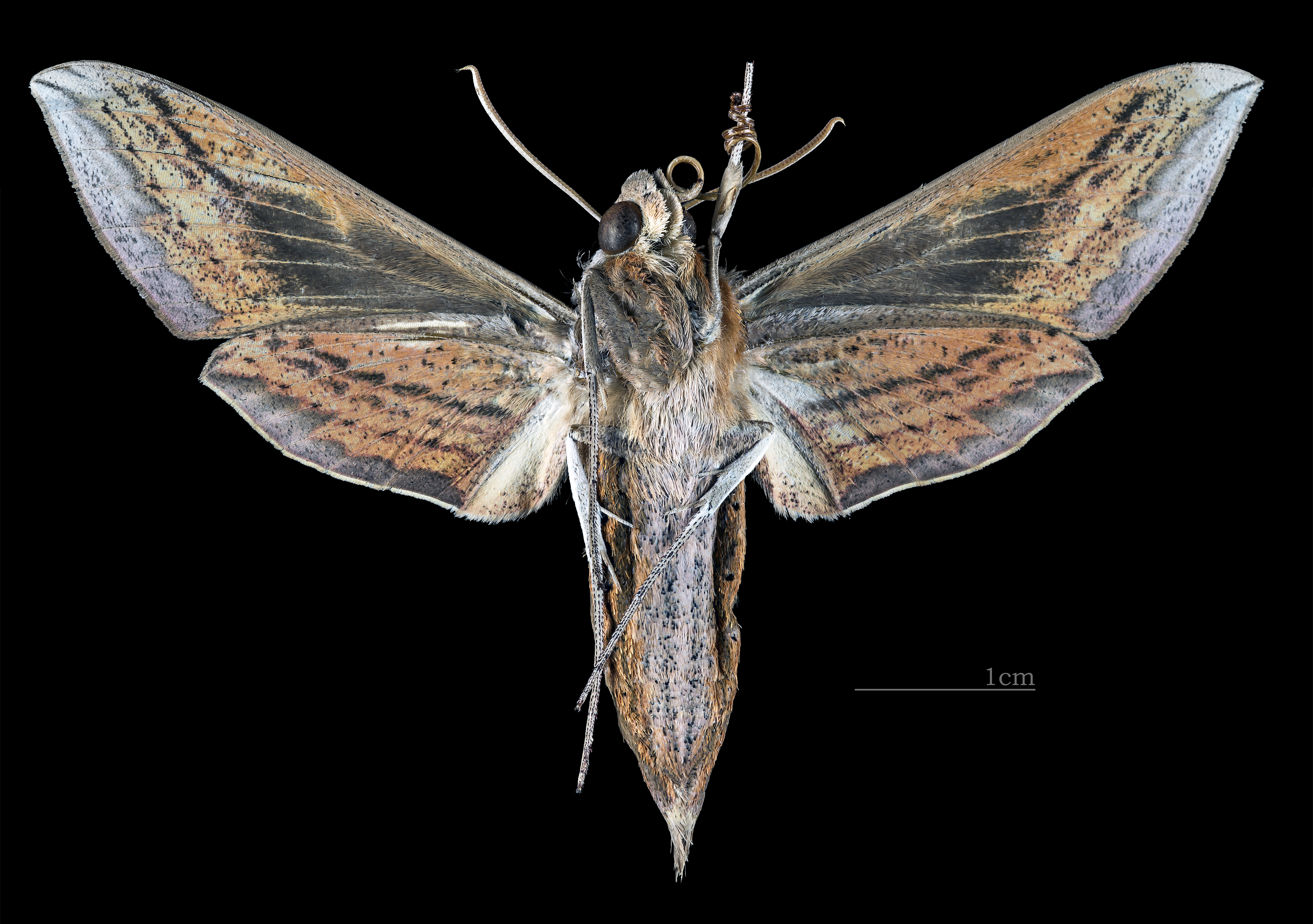
Theretra japonica  ♀ △

## Sinh học
The moth gặp ở tháng 5 đến tháng 9 tùy theo địa điểm.
Sâu bướm ăn các loài a wide range of plants. Recorded food plants are:
In China: Cissus, Colocasia, Hydrangea, Parthenocissus, Ampelopsis, Ipomoea batatas, Cayratia japonica, Vitis và Ludwigia. Recorded in Korea on Colocasia antiquorum, Oenothera erythrosepala, Circaea mollis và Hydrangea paniculata. In Japan they feed on Hydrangea paniculata, Ampelopsis brevipedunculata, Cayratia japonica, Circaea, Fuchsia, Oenothera biennis, Oenothera stricta, Parthenocissus tricuspidata và Vitis. In the Russian Far East they có ở Vitis amurensis.